# Schizoloma orbiculatum
Schizoloma orbiculatum là một loài dương xỉ trong họ Lindsaeaceae. Loài này được Lam. Kuhn mô tả khoa học đầu tiên năm 1882.